# Echilibru al puterii

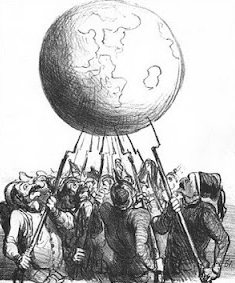
1866, caricatura L'Equilibre Europea de Honoré Daumier, reprezentă echilibrul puterii asigurat de bărbați în diferite uniforme militare, care echilibrează pământul cu baionetele

Balanță a puterii (echilibru al puterii) a constituit un principiu călăuzitor al diplomației și politicii europene. În plus, acest concept a fost folosit de mulți teoreticieni și comentatori pentru a explica importante aspecte ale comportamentelor statelor ce compun sistemul internațional.
Există un relativ consens în rândul cercetătorilor asupra faptului că obiectivul fundamental al creării unui sistem de tip balanță a puterii este acela de a proteja statele participante în fața potențialelor agresiuni. Principiul ar fi că nici unei entități din cadrul sistemului să nu i se permită obținerea predominanței asupra celorlalte. Așadar, teoria clasică a balanței puterii implică o distribuție specifică a puterii între entitățile ce compun sistemul internațional, astfel încât nici un stat și nici o alianță existentă să nu poată obține în mod covârșitor sau predominant puterea. Ideea non-predominanței constituie miezul analitic fundamental al oricărei teorii clasice a balanței puterii.

## Istorie
Principiul implicat în menținerea echilibrului puterii ca obiectiv conștient al politicii externe, așa cum a subliniat David Hume în eseul său despre echilibrul puterii, este la fel de vechi ca și istoria și a fost folosit de greci, cum ar fi Tucidide, atât ca teoreticieni politici, cât și ca oameni politici. Un studiu din 2018 din Studiile Internaționale Trimestriale a confirmat că "discursurile corintenilor de la războaiele persane până la războiul Peloponezian dezvăluie o teză durabilă a politicii lor externe: ambițiile imperioase și tendințele de nivelare, precum cele din Atena, Sparta și Teba ar trebui combătute pentru a împiedica apariția unui oraș tiran în societatea orașelor-state grecești".

## Sensurile conceptului
Martin Wight distinge nouă sensuri diferite pentru acest concept:
1. O distribuție egală a puterii;
2. Principiul conform căruia puterea trebuie să fie distribuită în mod egal;
3. Distribuția existentă a puterii;
4. Principiul creșterii egale a marilor puteri pe seama celor slabe
5. Principiul conform căruia una dintre părți trebuie să aibă o anumită limită a puterii pentru a evita pericolul ca puterea să fie distribuită inegal;
6. Un rol special în menținerea unei distribuții egale a puterii (atunci când este folosit împreună cu verbul „a deține”);
7. Un avantaj special în distribuția existentă a puterii (atunci când este folosit cu verbul „a deține”);
8. Predominanța;
9. O tendință inerentă a politicii internaționale de a produce o distribuție egală a puterii[4].

## Distincție
Dat fiind această mare varietate de sensuri, este bine să se facă o distincție între un echilibru al puterii ca politică (încercarea deliberată de a preîntâmpina predominanța) și ca sistem de politică internațională în care modelul de acțiune între state are tendința de a limita sau de a modifica dorința de hegemonie și are drept rezultat un echilibru general. Ideea de echilibru este inseparabilă de mecanismele politicii internaționale.

## Teoria balanței puterii a lui Kenneth Waltz
Una dintre cele mai influente teorii ale balanței puterii o constituie cea a lui Kenneth Waltz, prezentată în cartea sa Teoria politicii internaționale. În viziunea waltziană constrângerile structurale vor determina statele să recurgă la acțiuni de balansare, iar la nivelul sistemului se vor forma balanțe de putere, nu în sensul că o balanță odată creată va fi menținută, ci că, odată perturbată, va fi refăcută. Teoria se bazează pe presupoziția că statele sunt actori unitari aflați într-un mediu de tip auto-ajutorare (self-help) și care își doresc să supraviețuiască (la nivel minim), dar pot urmări și alte scopuri, mergând până la dominația mondială.
Statele vor încerca să valorifice atât resursele interne (sporirea capabilităților militare, economice sau de altă natură), cât și cele externe (întărirea alianței din care fac parte și slăbirea celor adverse). Sporirea puterii, potrivit lui Waltz, nu presupune neapărat maximizarea ei, întrucât puterea nu este un scop în sine, ci un mijloc (cel mai important) pentru atingerea securității. Conform teoriei balanței puterii, restricția și stabilitatea nu constituie ținte ale liderilor naționali, ci sunt derivate din urmărirea strictă a propriilor interese. Mai precis, atât timp cât statele caută să supraviețuiască și se pot alia cu oricine ca răspuns la stimulentele externe și sunt dispuse să recurgă la război (dacă este necesar), atunci nimeni nu va fi capabil să domine și alte forme de restricție și stabilitate ce vor apărea.

## Implicații teoretice
Din această perspectivă multe dintre sursele evidente ale moderației nu par a fi necesare. Se pare că nu este nevoie de legi internaționale, de simțul apartenenței la comunitatea internațională sau de concepte împărtășite asupra dreptății. Unul dintre punctele de atracție ale teoriei este acela că, așa cum am văzut, contrazice simțul comun. De asemenea, este contrar simțului comun faptul că restricția și stabilitatea pot apărea și atunci când comportamentele actorilor internaționali nu sunt moderate. Alternativa la balansare este alinierea de partea statului sau alianței mai puternice. Alinierea la statul mai puternic nu este o soluție, acesta putându-se întoarce împotriva actualilor aliați, iar statul în cauză va rămâne descoperit în fața amenințării.
Teoria este atractivă deoarece explică, pornind de la câteva asumpții simple, destul de mult în ceea ce privește comportamentele statelor, pe parcursul secolelor, în contexte foarte diferite. Ceea ce compensează caracterul ei parțial este faptul că explică lucruri importante, recurgând la puține variabile. Așadar, potrivit lui Waltz, operația balansării indică abilitatea sistemului internațional de a prevala asupra personalităților diverșilor oameni de stat, a tehnologiilor transnaționale, a diferitelor climate de opinie și asupra caracteristicilor interne ale statelor.

## Semnificație
Este efectul net sau rezultatul produs de un sistem de stat în care statul independent, ca membri suverani, este liber să se alăture sau să se abțină de la aderarea la alianțe și aliniere, fiecare încercând să-și maximizeze securitatea și să-și promoveze interesul național.

## Vezi și
- Distrugere reciprocă asigurată
- Sferă de influență
- Superputere